# Italia en el Festival de la Canción de Eurovisión
La participación de Italia en el Festival de la Canción de Eurovisión se remonta a los inicios del concurso y ha tenido una exitosa, aunque accidentada trayectoria. La compañía de radiodifusión pública RAI fue una de las fundadoras de la Unión Europea de Radiodifusión y, en dicho rol, propuso la idea de un concurso musical a nivel continental, similar al exitoso Festival de la Canción de Sanremo. La idea sería luego adoptada e implementada por Marcel Bezençon, lanzando el Festival de la Canción de Eurovisión.
Italia ha ganado en tres ocasiones el concurso: en 1964 con «Non ho l'età» de Gigliola Cinquetti, en 1990 con «Insieme: 1992», de Toto Cotugno y en 2021 con «Zitti e buoni» de la banda de rock Måneskin. Así mismo, el país ha obtenido en tres ocasiones el 2° puesto y en cinco, el 3° puesto.
Debido a la fuerte conexión entre Sanremo y Eurovisión, Italia en su primera etapa como participante envió como representantes a los vencedores del festival de Sanremo. De esta forma, algunas de las grandes figuras de la música italiana actuaron en el concurso continental, entre los que se pueden mencionar Umberto Tozzi, Al Bano y Romina Power, Franco Battiato, Domenico Modugno, Nicola di Bari, Gigliola Cinquetti y Ricchi e Poveri. Sin embargo, durante la década de los noventa el interés por parte de los italianos en el festival decayó progresivamente, por lo que la RAI decidió dejar de participar ininterrumpidamente entre 1994 y 1996, regresando esporádicamente en 1997, y cesando su participación nuevamente entre 1998 y 2011.
Tras una ausencia de 14 años, el 2 de diciembre de 2010, la UER y la RAI anunciaron el retorno de Italia a partir del Festival de Eurovisión 2011, organizado en Düsseldorf. Debido al tamaño de la contribución del país, la UER determinó que Italia clasificaría automáticamente a la final del evento, formando parte del llamado Big Five (que componen también Alemania, España, Francia y Reino Unido, el previo Big Four). Desde su retorno, Italia ha logrado ser el país del Big Five más exitoso: en su primera participación tras su retorno, Raphael Gualazzi obtuvo el segundo lugar, lo que repetiría Mahmood en 2019. Además, Il Volo obtuvo el tercer lugar y ganó la votación popular en la edición de 2015. Finalmente, el grupo Måneskin logró la tercera victoria italiana en 2021, con el tema «Zitti e buoni». Así mismo, Italia logró colocarse dentro del Top 5 en las ediciones de 2011 , 2015, 2018, 2019, 2023, 2025, y faltó el Top 10 solo en 2014 y 2016.
Debido al éxito y el aumento en el interés en la audiencia italiana, en 2014 Rai decidió de emitir ambas semifinales en el canal juvenil Rai 4, y la final pasó en 2016 a ser transmitido desde Rai 2 a la señal de Rai 1, y desde 2023 las semifinales son emitidas en el seguendo canal, y la final en el primero.
Debido a sus victorias, la RAI ha organizado tres ediciones del Festival: la edición de 1965 en la Sala di Concerto della RAI en Nápoles, la edición de 1991 en los estudios Cinecittà de Roma y la edición de 2022 en el Pala Alpitour de Turín.

## Historia
Italia participó en el Festival desde su primera edición en 1956 hasta 1993, solamente faltando en los eventos de 1981, 1982 y 1986. Durante ese periodo, Italia obtuvo destacados resultados con muchas canciones que habían clasificado ganando el Festival de Sanremo. Así, algunas de las grandes figuras de la música italiana actuaron en el concurso continental, entre los que se pueden mencionar Umberto Tozzi, Al Bano y Romina Power, Franco Battiato, Domenico Modugno, Nicola di Bari, Gigliola Cinquetti y Ricchi e Poveri.

En dicho periodo, Italia ganó en dos oportunidades el concurso: en 1964 con «Non ho l'età» de Gigliola Cinquetti y en 1990 con «Insieme: 1992», de Toto Cotugno. Además, finalizó en 5 oportunidades dentro de los tres mejores, destacando la participación de Domenico Modugno en 1958, donde alcanzó el tercer lugar con «Nel blu dipinto di blu (Volare)», tema que alcanzó gran popularidad a nivel internacional y es reconocido como uno de los temas más relevantes que han pasado por la historia del festival. 

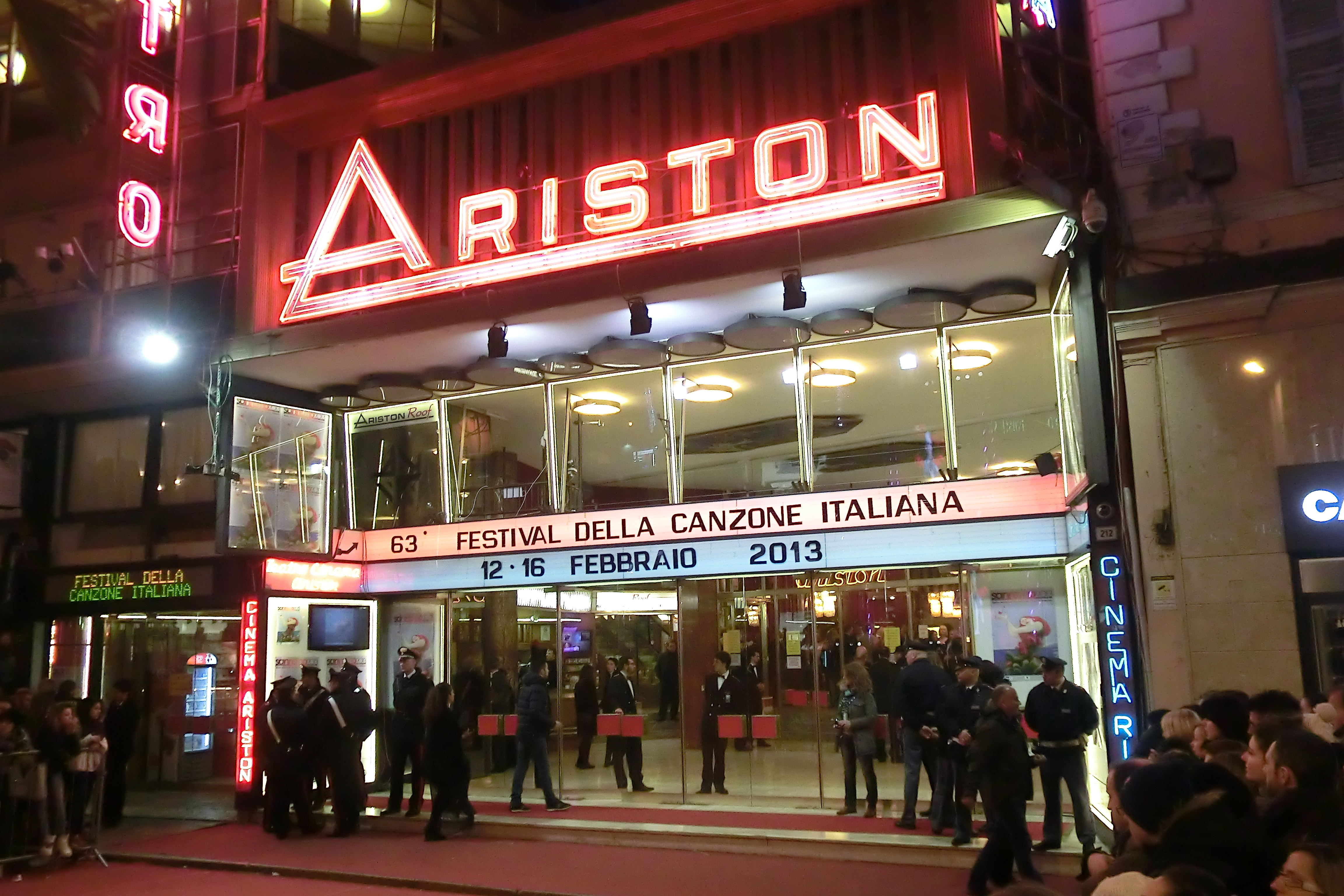
El Teatro Ariston, sede del Festival de Sanremo que ha sido el proceso para elegir al representante italiano en Eurovisión en 1956-66, 1972, 1997, 2011-13 y desde 2015 en adelante.

Ante una caída en el interés por el concurso en Italia, la RAI decidió no participar en la edición de 1994 y las siguientes. Volvió a participar excepcionalmente en el Festival de 1997, retirándose al año siguiente. Durante los años siguientes, la UER intentó infructuosamente en que la RAI regresara, considerando el tamaño de la audiencia italiana y el interés de los seguidores del concurso en la participación de dicho país.

#### Censura de 1974
Italia rehusó retransmitir el Festival de la Canción de Eurovisión 1974 en la RAI debido a una canción interpretada por Gigliola Cinquetti que coincidió con la campaña política para el referéndum italiano de 1974 sobre la derogación de la ley del divorcio que tendría lugar un mes más tarde, el 12 y 13 de mayo. A pesar de que el Eurovisión ocurriría más de un mes antes del día de la votación y a pesar de que Cinquetti alcanzó el segundo lugar, los censores italianos se negaron a permitir que el festival y la canción fueran vistas o escuchadas. Los censores de la RAI sentían que la canción titulada "Sì", y que contenía la repetición constante de la palabra, podría ser acusada de ser un mensaje subliminal y una forma de propaganda para influenciar el voto del público italiano hacia el "SÍ" en el referéndum. La canción permaneció censurada en la mayor parte de la televisión y la radio italiana por más de un mes. Finalmente los partidarios del "NO" se alzaron con la victoria llegando a conseguir el 59,30% de los votos, con lo que el divorcio siguió siendo legal en Italia.

### Retorno
Desde su regreso, Italia se ha consolidado como uno de los países con los mejores resultados en la etapa contemporánea del festival, y como el país del Big Five más exitoso. En 2011, a pesar de no figurar dentro de las casas de apuestas como uno de los países favoritos a la victoria, el país logró un inesperado segundo lugar con el tema jazz «Madness of love» de Raphael Gualazzi con 189 puntos, logrando además la victoria dentro de la votación del jurado con 251 puntos, sin embargo, el resultado sería afectado por la puntuación del televoto de 99 puntos, ubicándose en 11° posición.
En 2012 y 2013, el país mantendría los buenos resultados, Primero con la cantante Nina Zilli con el tema R&B «L'amore è femmina», que a pesar de colocarse en tercer lugar en las apuestas, lograría el 9° lugar con 101 puntos. El año siguiente, el ganador de Sanremo Marco Mengoni obtendría 126 puntos con la balada de corte clásico «L'essenziale», finalizando en 7° lugar.
Tras su buena racha de resultados, en 2014, Emma Marrone con «La mia città», elegida de forma interna, consiguió un insuficiente puesto 21.º con solamente 33 puntos, siendo hasta ahora, su peor resultado absoluto.
En 2015 Il Volo, ganador de Sanremo, consiguió el tercer puesto con 292 puntos siendo la favorita del televoto pero no del jurado.
En 2016 fue elegida la subcampeona del festival de Sanremo, Francesca Michielin; aunque las apuestas la situaban en el top 10, tuvo que conformarse con la 16° posición con 124 puntos. 
En 2017, Francesco Gabbani, a las pocas horas de ganar Sanremo, se puso como favorito en las apuestas y por los fanes, sin rivalidad alguna a lo largo de la carrera hacia el festival. Pero, por sorpresa, fue séptimo para el jurado y sexto para el televoto, consiguiendo finalmente el 6° lugar, con 334 puntos.
En 2018, la pareja Ermal Meta-Fabrizio Moro, ganadora de Sanremo, solo valorada para luchar por un puesto entre los 10, consiguió un inesperado 5° lugar, con el televoto qué arrebató de forma contundente los pocos puntos del jurado, con un total de 408 puntos.
En 2019, las apuestas daban Mahmood en lucha por un puesto entre los 5, y al final obtuvo un excelente segundo lugar, igualando a Gualazzi. 
En 2021, el grupo Måneskin consigue la primera victoria de Sanremo con una canción rock y se posiciona en el top 5 en las apuestas. Tras los ensayos en la sede asciende puestos hasta colocarse como favoritos. El 22 de mayo de 2021 consiguieron la tercera victoria del país en Róterdam.
En 30 ocasiones, ha estado Italia en el top 10 dentro de la final.
Desde su retorno después de la larga ausencia, es el país más exitoso del Big Five hasta la fecha, con 9 Top 10 (2011, 2012, 2013, 2015, 2017, 2018, 2019, 2022 y 2023) y una victoria (2021) de un total de 13 participaciones desde su incorporación a este grupo.

## Participaciones
Leyenda
     Ganador
     Segundo puesto
     Tercer puesto
     Cuarto o quinto puesto (Top 5)
     Último puesto
| Año                            | Sede       | Artista                    | Canción                           | Final                       | Pts.                        | Semifinal                   | Pts.                        |
| ------------------------------ | ---------- | -------------------------- | --------------------------------- | --------------------------- | --------------------------- | --------------------------- | --------------------------- |
| 1956                           | Lugano     | Tonina Torrielli           | «Amami se vuoi»                   | No se publicaron resultados | No se publicaron resultados | No hubo semifinales         | No hubo semifinales         |
| 1956                           | Lugano     | Franca Raimondi            | «Aprite le finestre»              | No se publicaron resultados | No se publicaron resultados | No hubo semifinales         | No hubo semifinales         |
| 1957                           | Fráncfort  | Nunzio Gallo               | «Corde della mia chitarra»        | 6                           | 7                           | No hubo semifinales         | No hubo semifinales         |
| 1958                           | Hilversum  | Domenico Modugno           | «Nel blu dipinto di blu»          | 3                           | 13                          | No hubo semifinales         | No hubo semifinales         |
| 1959                           | Cannes     | Domenico Modugno           | «Piove (Ciao, ciao, bambina)»     | 6                           | 9                           | No hubo semifinales         | No hubo semifinales         |
| 1960                           | Londres    | Renato Rascel              | «Romantica»                       | 8                           | 5                           | No hubo semifinales         | No hubo semifinales         |
| 1961                           | Cannes     | Betty Curtis               | «Al di là»                        | 6                           | 12                          | No hubo semifinales         | No hubo semifinales         |
| 1962                           | Luxemburgo | Claudio Villa              | «Addio, addio»                    | 9                           | 3                           | No hubo semifinales         | No hubo semifinales         |
| 1963                           | Londres    | Emilio Pericoli            | «Uno per tutte»                   | 3                           | 37                          | No hubo semifinales         | No hubo semifinales         |
| 1964                           | Copenhague | Gigliola Cinquetti         | «Non ho l'età»                    | 1                           | 49                          | No hubo semifinales         | No hubo semifinales         |
| 1965                           | Nápoles    | Bobby Solo                 | «Se piangi, se ridi»              | 5                           | 15                          | No hubo semifinales         | No hubo semifinales         |
| 1966                           | Luxemburgo | Domenico Modugno           | «Dio come ti amo»                 | 17                          | 0                           | No hubo semifinales         | No hubo semifinales         |
| 1967                           | Viena      | Claudio Villa              | «Non andare più lontano»          | 11                          | 4                           | No hubo semifinales         | No hubo semifinales         |
| 1968                           | Londres    | Sergio Endrigo             | «Marianne»                        | 10                          | 7                           | No hubo semifinales         | No hubo semifinales         |
| 1969                           | Madrid     | Iva Zanicchi               | «Due grosse lacrime bianche»      | 14                          | 5                           | No hubo semifinales         | No hubo semifinales         |
| 1970                           | Ámsterdam  | Gianni Morandi             | «Occhi di ragazza»                | 9                           | 5                           | No hubo semifinales         | No hubo semifinales         |
| 1971                           | Dublín     | Massimo Ranieri            | «L'amore è un attimo»             | 5                           | 91                          | No hubo semifinales         | No hubo semifinales         |
| 1972                           | Edimburgo  | Nicola di Bari             | «I giorni dell'arcobaleno»        | 6                           | 92                          | No hubo semifinales         | No hubo semifinales         |
| 1973                           | Luxemburgo | Massimo Ranieri            | «Chi sarà con te»                 | 13                          | 74                          | No hubo semifinales         | No hubo semifinales         |
| 1974                           | Brighton   | Gigliola Cinquetti         | «Sì»                              | 2                           | 18                          | No hubo semifinales         | No hubo semifinales         |
| 1975                           | Estocolmo  | Wess y Dori Ghezzi         | «Era»                             | 3                           | 115                         | No hubo semifinales         | No hubo semifinales         |
| 1976                           | La Haya    | Al Bano & Romina Power     | «We'll live it all again»         | 7                           | 69                          | No hubo semifinales         | No hubo semifinales         |
| 1977                           | Londres    | Mia Martini                | «Liberà»                          | 13                          | 33                          | No hubo semifinales         | No hubo semifinales         |
| 1978                           | París      | Ricchi e poveri            | «Questo amore»                    | 12                          | 53                          | No hubo semifinales         | No hubo semifinales         |
| 1979                           | Jerusalén  | Matia Bazar                | «Raggio di luna»                  | 15                          | 27                          | No hubo semifinales         | No hubo semifinales         |
| 1980                           | La Haya    | Alan Sorrenti              | «Non so che darei»                | 6                           | 87                          | No hubo semifinales         | No hubo semifinales         |
| No participó entre 1981 y 1982 |            |                            |                                   |                             |                             |                             |                             |
| 1983                           | Múnich     | Riccardo Fogli             | «Per Lucia»                       | 11                          | 41                          | No hubo semifinales         | No hubo semifinales         |
| 1984                           | Luxemburgo | Alice y Franco Battiato    | «I treni di Tozeur»               | 5                           | 70                          | No hubo semifinales         | No hubo semifinales         |
| 1985                           | Gotemburgo | Al Bano & Romina Power     | «Magic oh magic»                  | 7                           | 78                          | No hubo semifinales         | No hubo semifinales         |
| No participó en 1986           |            |                            |                                   |                             |                             |                             |                             |
| 1987                           | Bruselas   | Umberto Tozzi y Raf        | «Gente di mare»                   | 3                           | 103                         | No hubo semifinales         | No hubo semifinales         |
| 1988                           | Dublín     | Luca Barbarossa            | «Ti scrivo»                       | 13                          | 52                          | No hubo semifinales         | No hubo semifinales         |
| 1989                           | Lausana    | Anna Oxa y Fausto Leali    | «Avrei voluto»                    | 10                          | 56                          | No hubo semifinales         | No hubo semifinales         |
| 1990                           | Zagreb     | Toto Cutugno               | «Insieme: 1992»                   | 1                           | 149                         | No hubo semifinales         | No hubo semifinales         |
| 1991                           | Roma       | Peppino Di Capri           | «Comme è ddoce 'o mare»           | 7                           | 89                          | No hubo semifinales         | No hubo semifinales         |
| 1992                           | Malmö      | Mia Martini                | «Rapsodia»                        | 4                           | 111                         | No hubo semifinales         | No hubo semifinales         |
| 1993                           | Millstreet | Enrico Ruggeri             | «Sole d'Europa»                   | 12                          | 45                          | Kvalifikacija za Millstreet | Kvalifikacija za Millstreet |
| No participó entre 1994 y 1996 |            |                            |                                   |                             |                             |                             |                             |
| 1997                           | Dublín     | Jalisse                    | «Fiumi di parole»                 | 4                           | 114                         | No hubo semifinales         | No hubo semifinales         |
| No participó entre 1998 y 2010 |            |                            |                                   |                             |                             |                             |                             |
| 2011                           | Düsseldorf | Raphael Gualazzi           | «Madness of love»                 | 2                           | 189                         | Miembro del Big 5           | Miembro del Big 5           |
| 2012                           | Bakú       | Nina Zilli                 | «L'amore è femmina (Out of love)» | 9                           | 101                         | Miembro del Big 5           | Miembro del Big 5           |
| 2013                           | Malmö      | Marco Mengoni              | «L'essenziale»                    | 7                           | 126                         | Miembro del Big 5           | Miembro del Big 5           |
| 2014                           | Copenhague | Emma Marrone               | «La mia città»                    | 21                          | 33                          | Miembro del Big 5           | Miembro del Big 5           |
| 2015                           | Viena      | Il Volo                    | «Grande amore»                    | 3                           | 292                         | Miembro del Big 5           | Miembro del Big 5           |
| 2016                           | Estocolmo  | Francesca Michielin        | «No degree of separation»         | 16                          | 124                         | Miembro del Big 5           | Miembro del Big 5           |
| 2017                           | Kiev       | Francesco Gabbani          | «Occidentali's Karma»             | 6                           | 334                         | Miembro del Big 5           | Miembro del Big 5           |
| 2018                           | Lisboa     | Ermal Meta y Fabrizio Moro | «Non mi avete fatto niente»       | 5                           | 308                         | Miembro del Big 5           | Miembro del Big 5           |
| 2019                           | Tel Aviv   | Mahmood                    | «Soldi»                           | 2                           | 472                         | Miembro del Big 5           | Miembro del Big 5           |
| 2020                           | Róterdam   | Diodato                    | «Fai rumore»                      | Festival cancelado          | Festival cancelado          | Miembro del Big 5           | Miembro del Big 5           |
| 2021                           | Róterdam   | Måneskin                   | «Zitti e buoni»                   | 1                           | 524                         | Miembro del Big 5           | Miembro del Big 5           |
| 2022                           | Turín      | Mahmood & Blanco           | «Brividi»                         | 6                           | 268                         | País anfitrión              | País anfitrión              |
| 2023                           | Liverpool  | Marco Mengoni              | «Due vite»                        | 4                           | 350                         | Miembro del Big 5           | Miembro del Big 5           |
| 2024                           | Malmö      | Angelina Mango             | «La noia»                         | 7                           | 268                         | Miembro del Big 5           | Miembro del Big 5           |
| 2025                           | Basilea    | Lucio Corsi                | «Volevo essere un duro»           | 5                           | 256                         | Miembro del Big 5           | Miembro del Big 5           |

## Festivales organizados en Italia
| Edición                                   | Ciudad sede | Localización           | Presentandores                            |
| ----------------------------------------- | ----------- | ---------------------- | ----------------------------------------- |
| Festival de la Canción de Eurovisión 1965 | Nápoles     | Auditorium RAI         | Renata Mauro                              |
| Festival de la Canción de Eurovisión 1991 | Roma        | Teatro 15 di Cinecittà | Gigliola Cinquetti y Toto Cutugno         |
| Festival de la Canción de Eurovisión 2022 | Turín       | Pala Alpitour          | Alessandro Cattelan, Laura Pausini y Mika |

## Votación de Italia
Hasta 2025, la votación de Italia ha sido:
| Más puntos otorgados solo en la gran final | Más puntos otorgados solo en la gran final | Más puntos otorgados solo en la gran final |
| Pos.                                       | País                                       | Puntos                                     |
| ------------------------------------------ | ------------------------------------------ | ------------------------------------------ |
| 1                                          | Francia                                    | 158                                        |
| 2                                          | Reino Unido                                | 154                                        |
| 3                                          | Suiza                                      | 133                                        |
| 4                                          | Irlanda                                    | 131                                        |
| 5                                          | España                                     | 128                                        |

| Más puntos otorgados en semifinales y final | Más puntos otorgados en semifinales y final | Más puntos otorgados en semifinales y final |
| Pos.                                        | País                                        | Puntos                                      |
| ------------------------------------------- | ------------------------------------------- | ------------------------------------------- |
| 1                                           | Ucrania                                     | 209                                         |
| 2                                           | Suiza                                       | 168                                         |
| 3                                           | Israel                                      | 162                                         |
| 4                                           | Moldavia                                    | 159                                         |
| 5                                           | Francia                                     | 158                                         |

| Más puntos recibidos | Más puntos recibidos | Más puntos recibidos |
| Pos.                 | País                 | Puntos               |
| -------------------- | -------------------- | -------------------- |
| 1                    | España               | 282                  |
| 2                    | Suiza                | 275                  |
| 3                    | Portugal             | 266                  |
| 4                    | Malta                | 252                  |
| 5                    | Francia              | 219                  |

## 12 puntos
- Italia ha dado 12 puntos a:

### Final (1975 - 2003)
| Año                            | País                           | Año                  | País                 | Año                            | País                           |
| ------------------------------ | ------------------------------ | -------------------- | -------------------- | ------------------------------ | ------------------------------ |
| 1975                           | Suiza                          | 1983                 | Luxemburgo           | 1990                           | Austria                        |
| 1976                           | Irlanda                        | 1984                 | Irlanda              | 1991                           | Francia                        |
| 1977                           | Mónaco                         | 1985                 | Irlanda              | 1992                           | Grecia                         |
| 1978                           | Luxemburgo                     | No participó en 1986 | No participó en 1986 | 1993                           | Irlanda                        |
| 1979                           | España                         | 1987                 | Irlanda              | No participó entre 1994 y 1996 | No participó entre 1994 y 1996 |
| 1980                           | Alemania                       | 1988                 | Reino Unido          | 1997                           | Estonia                        |
| No participó entre 1981 y 1982 | No participó entre 1981 y 1982 | 1989                 | Austria              | No participó entre 1998 y 2003 | No participó entre 1998 y 2003 |

| Año                            | País    |
| ------------------------------ | ------- |
| No participó entre 2004 y 2010 |         |
| 2011                           | Rumania |
| 2012                           | Albania |
| 2013                           | Ucrania |
| 2014                           | Austria |
| 2015                           | Israel  |

| Año  | Jurado             | Televoto           | Conjunto           |
| ---- | ------------------ | ------------------ | ------------------ |
| 2016 | Australia          | Ucrania            | Ucrania            |
| 2017 | Azerbaiyán         | Moldavia           | Moldavia           |
| 2018 | Noruega            | Rumanía            | Dinamarca          |
| 2019 | Dinamarca          | Albania            | Albania            |
| 2020 | Festival cancelado | Festival cancelado | Festival cancelado |
| 2021 | Israel             | Ucrania            | Israel/ Lituania   |
| 2022 | Grecia             | Ucrania            | Ucrania            |
| 2023 | Sin jurado         | Moldavia           | Moldavia           |
| 2024 | Sin jurado         | Israel             | Israel             |
| 2025 | Sin jurado         | San Marino         | San Marino         |

| Año                            | País      |
| ------------------------------ | --------- |
| No participó entre 2004 y 2010 |           |
| 2011                           | Rumania   |
| 2012                           | Albania   |
| 2013                           | Dinamarca |
| 2014                           | Austria   |
| 2015                           | Suecia    |

| Año  | Jurado             | Televoto           | Conjunto           |
| ---- | ------------------ | ------------------ | ------------------ |
| 2016 | España             | Ucrania            | Ucrania            |
| 2017 | Azerbaiyán         | Moldavia           | Moldavia           |
| 2018 | Noruega            | Albania            | Dinamarca          |
| 2019 | Dinamarca          | Albania            | Dinamarca          |
| 2020 | Festival cancelado | Festival cancelado | Festival cancelado |
| 2021 | Lituania           | Ucrania            | Finlandia          |
| 2022 | Países Bajos       | Ucrania            | Moldavia           |
| 2023 | Israel             | Moldavia           | Ucrania            |
| 2024 | Suiza              | Israel             | Suiza              |
| 2025 | Reino Unido        | San Marino         | San Marino         |

## Galería de imágenes
|                                      |
| Domenico Modugno en Hilversum (1958) |

|                              |
| Bobby Solo en Nápoles (1965) |

|                                    |
| Gianni Morandi en Ámsterdam (1970) |

|                                          |
| Al Bano & Romina Power en La Haya (1976) |

|                                       |
| Raphael Gualazzi en Düsseldorf (2011) |

|                               |
| Marco Mengoni en Malmö (2013) |

|                                   |
| Emma Marrone en Copenhague (2014) |

|                         |
| Il Volo en Viena (2015) |

|                                         |
| Francesca Michielin en Estocolmo (2016) |

|                                  |
| Francesco Gabbani en Kiev (2017) |

|                                             |
| Ermal Meta y Fabrizio Moro en Lisboa (2018) |

|                            |
| Mahmood en Tel Aviv (2019) |

|                             |
| Måneskin en Róterdam (2021) |

|                                   |
| Marco Mengoni en Liverpool (2023) |

|                                |
| Angelina Mango en Malmö (2024) |